# 대한민국 민법 제370조
대한민국 민법 제370조는 준용규정에 대한 민법조문이다.

## 조문
제370조(준용규정) 제214조, 제321조, 제333조, 제340조, 제341조 및 제342조의 규정은 저당권에 준용한다.

第370條(準用規定) 第214條, 第321條, 第333條, 第340條, 第341條 및 第342條의 規定은 抵當權에 準用한다.

## 같이 보기
- 대한민국 민법 제342조
- 물상대위